# یواس‌اس لزلی ال‌بی ناکس (دی‌ای-۵۸۰)
یواس‌اس لزلی ال‌بی ناکس (دی‌ای-۵۸۰) (به انگلیسی: USS Leslie L.B. Knox (DE-580)) یک کشتی بود که طول آن 306 feet بود. این کشتی  در سال ۱۹۴۴ ساخته شد.